# Egypt Station
Egypt Station — 17-й сольний студійний альбом англійського співака і автора пісень Пола Маккартні, випущений 7 вересня 2018 року на Capitol Records.
Egypt Station був спродюсований Грегом Курстіном і співпродюсером Маккартні, за винятком одного треку, спродюсованого Раяном Теддером. Альбом є першим студійним релізом Маккартні після випуску New 2013 року. Головний сингл альбому, подвійна сторона A, що складається з пісень " I Don't Know " і " Come On to Me ", був випущений 20 червня 2018 року.
Назву «Egypt Station» носить одна з картин Маккартні 1988 року, з якої походить обкладинка. Це став його перший альбом, що посів перше місце у Сполучених Штатах після Tug of War 1982 року та його перший альбом, який дебютував на вершині Billboard 200.

## Запис
Egypt Station був записаний у студіях Лос-Анджелеса, Лондона, Сан-Паулу та Сассекса. Маккартні почав працювати з продюсером Грегом Керстіном через деякий час після випуску його альбому New у 2013 році та кілька разів згадував про їхню спільну роботу, що призвело до оголошення про вихід Egypt Station червня 2018 року.
Маккартні також написав і записав три пісні з Раяном Теддером. Дві пісні, «Fuh You» і «Nothing for Free», увійшли в альбом. Пісня «Get Enough» також була записана з Теддером для альбому, але замість цього була випущена на Новий рік 2019 як сингл поза альбомом.
Пісня «Back in Brazil» була записана на KLB Studios у місті Сан-Паулу.

## Композиція
Egypt Station містить 16 треків, включаючи початкові та передостанні ембієнтні твори під назвами «Opening Station» і «Station II» відповідно. Треки включають сингли «I Don't Know» і «Come On to Me». «Happy with You» описано як „акустична медитація про сьогоднішнє задоволення“, «People Want Peace» називають „непідвладним часу гімном, який підійде практично до будь-якого альбому будь-якої епохи Маккартні “, а „Despite Repeated Warnings“ називають „Despite Repeated Warnings“ епічний багатоходовий ближче».

Щодо натхнення для назви та теми альбому Маккартні сказав:
«Мені сподобалися слова Egypt Station. Це нагадало мені „альбомні“ альбоми, які ми створювали. . . . Egypt Station починається на станції з першої пісні, а потім кожна пісня виглядає як окрема станція. Тож це дало нам певну ідею будувати всі пісні навколо цього. Я думаю про це як про місце мрії, звідки лунає музика».
У промоційному заході «Casual Conversation» Маккартні ще більше прояснив свій творчий процес, пов'язаний із записом Egypt Station, і описав його як вільний концептуальний альбом.

## Трек-лист
Усі композиції створені Грегом Керстіном і Маккартні, крім «Fuh You» Райана Теддера і Маккартні, «Nothing for Free» і «Get Enough» Райана Теддера, Зака Скелтона і Маккартні.
Автор музики і слів Paul McCartney, крім  зазначених. 
| Egypt Station track listing | Egypt Station track listing  | Egypt Station track listing | Egypt Station track listing |
| #                           | Назва                        | Автор                       | Тривалість                  |
| --------------------------- | ---------------------------- | --------------------------- | --------------------------- |
| 1.                          | «Opening Station»            |                             | 0:42                        |
| 2.                          | «I Don't Know»               |                             | 4:27                        |
| 3.                          | «Come On to Me»              |                             | 4:11                        |
| 4.                          | «Happy with You»             |                             | 3:34                        |
| 5.                          | «Who Cares»                  |                             | 3:13                        |
| 6.                          | «Fuh You»                    | McCartney, Ryan Tedder      | 3:23                        |
| 7.                          | «Confidante»                 |                             | 3:04                        |
| 8.                          | «People Want Peace»          |                             | 2:59                        |
| 9.                          | «Hand in Hand»               |                             | 2:35                        |
| 10.                         | «Dominoes»                   |                             | 5:02                        |
| 11.                         | «Back in Brazil»             |                             | 3:21                        |
| 12.                         | «Do It Now»                  |                             | 3:17                        |
| 13.                         | «Caesar Rock»                |                             | 3:29                        |
| 14.                         | «Despite Repeated Warnings»  |                             | 6:58                        |
| 15.                         | «Station II»                 |                             | 0:46                        |
| 16.                         | «Hunt You Down/Naked/C-Link» |                             | 6:22                        |
| 57:30                       |                              |                             |                             |

| Egypt Station – Target edition / Japanese edition / European edition bonus tracks | Egypt Station – Target edition / Japanese edition / European edition bonus tracks | Egypt Station – Target edition / Japanese edition / European edition bonus tracks | Egypt Station – Target edition / Japanese edition / European edition bonus tracks |
| #                                                                                 | Назва                                                                             | Автор                                                                             | Тривалість                                                                        |
| --------------------------------------------------------------------------------- | --------------------------------------------------------------------------------- | --------------------------------------------------------------------------------- | --------------------------------------------------------------------------------- |
| 17.                                                                               | «Get Started»                                                                     |                                                                                   | 3:41                                                                              |
| 18.                                                                               | «Nothing for Free»                                                                | McCartney, Tedder                                                                 | 3:15                                                                              |
| 64:26                                                                             |                                                                                   |                                                                                   |                                                                                   |

| Egypt Station II — "Traveller's Edition" / "Explorer's Edition" (Disc 2) | Egypt Station II — "Traveller's Edition" / "Explorer's Edition" (Disc 2) | Egypt Station II — "Traveller's Edition" / "Explorer's Edition" (Disc 2) | Egypt Station II — "Traveller's Edition" / "Explorer's Edition" (Disc 2) |
| #                                                                        | Назва                                                                    | Автор                                                                    | Тривалість                                                               |
| ------------------------------------------------------------------------ | ------------------------------------------------------------------------ | ------------------------------------------------------------------------ | ------------------------------------------------------------------------ |
| 1.                                                                       | «Get Started»                                                            |                                                                          | 3:41                                                                     |
| 2.                                                                       | «Nothing for Free»                                                       | McCartney, Tedder                                                        | 3:15                                                                     |
| 3.                                                                       | «Frank Sinatra's Party»                                                  |                                                                          | 2:44                                                                     |
| 4.                                                                       | «Sixty Second Street»                                                    |                                                                          | 3:57                                                                     |
| 5.                                                                       | «Who Cares» (full length)                                                |                                                                          | 5:33                                                                     |
| 6.                                                                       | «Get Enough»                                                             | McCartney, Tedder, Zach Skelton                                          | 2:58                                                                     |
| 7.                                                                       | «Come On to Me» (live at Abbey Road Studios)                             |                                                                          | 4:19                                                                     |
| 8.                                                                       | «Fuh You» (live at The Cavern Club)                                      |                                                                          | 3:35                                                                     |
| 9.                                                                       | «Confidante» (live at LIPA)                                              |                                                                          | 3:16                                                                     |
| 10.                                                                      | «Who Cares» (live at Grand Central Station)                              |                                                                          | 3:02                                                                     |
| 36:20                                                                    |                                                                          |                                                                          |                                                                          |

## Персонал
- Пол Маккартні — головний та бек-вокал (2–14, 16), акустична гітара (2–5, 7–14, 16), клавішні (2–4, 6–14, 16), бас-гітара (2, 4–8), 10–14, 16), ударні (2, 3, 8, 10, 11, 13, 14, 16), ударні (2, 8, 10, 12–14, 16), електрогітара (3, 8, 10)., 11, 14, 16), губна гармошка (3), стрічкові петлі (10), копродукція[12]